# Gary Owen (Dramatiker)
Gary Owen (* 1972 in Pembrokeshire) ist ein walisischer Dramatiker.

## Leben
Owen studierte an der Cambridge University und der europäischen Filmhochschule im dänischen Ebeltoft. Ende der 1990er Jahre begann er mit dem  Verfassen von Theaterstücken.
Sein erstes Theaterstück Crazy Gary's Mobile Disco wurde 2001 unter der Regie von Vicky Featherstone von der Theatergruppe Paines Plough inszeniert. 2002 folgte The Shadow of a Boy am Royal National Theatre. Das Stück wurde mit dem George Devine Award und dem Meyer Whitworth Award ausgezeichnet. The Drowned World, erneut unter der Regie von Featherstone bei Paines Plough inszeniert, wurde mit dem Pearson Best Play Award ausgezeichnet.
Das Drama Iphigenia in Splott wurde 2016 mit dem James Tait Black Memorial Prize für 2015 ausgezeichnet.
Er lebt in Splott, einem District von Cardiff.

## Theaterstücke (Auswahl)
- 2001: Crazy Gary's Mobile Disco. (Paines Plough; Sgript Cymru), dt. von Peter Torberg, Crazy Garys Mobile Disco, Felix Bloch Erben, Berlin, 2001
- 2002: The Shadow of a Boy. (Royal National Theatre)
- 2002: The Drowned World. (Paines Plough), dt. Peter Torberg, Die versunkene Welt, Felix Bloch Erben, Berlin, 2003
- 2003: Amser Canser. (Walisisch, Royal Welsh College of Music and Drama; in englischer Sprache als Cancer Time am Theatre 503)
- 2004: Ghost City. (Sgript Cymru)
- 2006: An Enemy for the People. (RuthIsStrangerThanRichard/Chapter Stiwdio in Zusammenarbeit mit Sgript Cymru)
- 2007: We That Are Left. (Watford Palace Theatre)
- 2008: Mary Twice. (Bridgend County Youth Theatre)
- 2008: Big Hopes. (National Theatre Education/Prince’s Trust)
- 2009: Amgen:Broken. (Walisisch und englisch; Sherman Cymru)
- 2009: A Christmas Carol. (Adaptation von Dickens Werk, Sherman Cymru)
- 2010: Bulletproof. (Replay Productions, Belfast)
- 2010: The Ugly Truth. (Theatr Iolo)
- 2010: Free Folk. (Forest Forge)
- 2010: Mrs Reynolds and the Ruffian. (Watford Palace Theatre)
- 2010: Spring Awakening. (Adaptation von Wedekinds Werk Frühlings Erwachen, Royal Welsh College of Music and Drama)
- 2015: Iphigenia in Splott (Adaption der antiken Mythen zum Stoff des Euripides-Dramas Iphigenie in Aulis, Sherman Theatre)